# Tournoi des Cinq Nations 1985
Navigation
Tournoi 1984 Tournoi 1986
Le Tournoi des Cinq Nations 1985 se déroule du 2 février au 20 avril 1985. Il est l'occasion d'un bon parcours de la surprenante Irlande, qui confirme ses résultats de 1982 et 1983, alors qu'elle avait été catastrophique en 1984 (cuillère de bois).  L'Écosse, tenante du titre, obtient la Cuillère de bois (quatre défaites en quatre matches).

## Classement
LÉGENDE :

J matches joués, V victoires, N matches nuls, D défaites
PP points pour, PC points contre
Pts points de classement, T Tenante du titre.
| Rang | Nation         | J | V | N | D | PP | PC | Pts |
| ---- | -------------- | - | - | - | - | -- | -- | --- |
| 1    | Irlande        | 4 | 3 | 1 | 0 | 67 | 49 | 7   |
| 2    | France         | 4 | 2 | 2 | 0 | 49 | 30 | 6   |
| 3    | Pays de Galles | 4 | 2 | 0 | 2 | 61 | 71 | 4   |
| 4    | Angleterre     | 4 | 1 | 1 | 2 | 44 | 53 | 3   |
| 5    | Écosse (T)     | 4 | 0 | 0 | 4 | 46 | 64 | 0   |

## Résultats
- Première journée :

| 2 février 1985 à Londres, Twickenham    | Angleterre | 09 - 9  | France  |
| 2 février 1985 à Édimbourg, Murrayfield | Écosse     | 15 - 18 | Irlande |

- Deuxième journée :

| 16 février 1985 à Paris, Parc des Princes | France         | 11 - 3  | Écosse     |
| 20 avril 1985 à Cardiff, Arms Park        | Pays de Galles | 24 - 15 | Angleterre |

- Troisième journée :

| 2 mars 1985 à Édimbourg, Murrayfield | Écosse  | 21 - 25 | Pays de Galles |
| 2 mars 1985 à Dublin, Lansdowne Road | Irlande | 15 - 15 | France         |

- Quatrième journée :

| 16 mars 1985 à Londres, Twickenham | Angleterre     | 10 - 7  | Écosse  |
| 16 mars à Cardiff, Arms Park       | Pays de Galles | 09 - 21 | Irlande |

- Cinquième journée :

| 30 mars 1985 à Dublin, Lansdowne Road  | Irlande | 13 - 10 | Angleterre     |
| 30 mars 1985 à Paris, Parc des Princes | France  | 14 - 3  | Pays de Galles |

## Composition de l'équipe victorieuse
Voir la page : L'Irlande dans le Tournoi des Cinq Nations 1985.